# Antoine Raymond Joseph de Bruni d'Entrecasteaux
Antoine Raymond Joseph de Bruni d'Entrecasteaux (1737–21 de julho de 1793) foi um navegador francês que explorou a costa australiana em 1792 enquanto buscando vestígios da expedição perdida de La Pérouse.

## Locais australianos com o nome
Homenagens diretas ocorrem nos seguintes locais:
- Austrália Ocidental
  - Ponto D'Entrecasteaux	 34° 50′ S, 116° 00′ L
  - Parque Nacional D'Entrecasteaux 34° 36′ S, 115° 56′ L
- Austrália do Sul
  - Recife D'Entrecasteaux	31° 58′ S, 131° 55′ L
- Tasmânia
  - Ilha Bruny 43° 22′ S, 147° 17′ L
  - Canal D'Entrecasteaux 43° 15′ S, 147° 15′ L
  - D'Entrecasteaux Monument Historic Site 43° 16′ S, 147° 14′ L
  - Rio D'Entrecasteaux 43° 28′ S, 146° 50′ L
  - D'Entrecasteaux Watering Place Historic Site 43° 34′ S, 146° 53′ L